# Mislođin
Mislođin (cyr. Мислођин) – wieś w Serbii, w mieście Belgrad, w gminie miejskiej Obrenovac. W 2011 roku liczyła 2424 mieszkańców.